# Clydach (Swansea)
Pour les articles homonymes, voir Clydach.
Clydach est un village et une communauté de la cité et comté de Swansea, au pays de Galles.

## Géographie
Clydach est situé à une dizaine de kilomètres au nord-est du centre-ville de Swansea.

## Démographie
Au recensement de 2011, la communauté de Clydach comptait 7 503 habitants.